# Chromonephthea bundegiensis
Chromonephthea bundegiensis is een zachte koraalsoort uit de familie Nephtheidae. De koraalsoort komt uit het geslacht Chromonephthea. Chromonephthea bundegiensis werd in 1977 voor het eerst wetenschappelijk beschreven door Verseveldt. 